# Flygbolagsallians

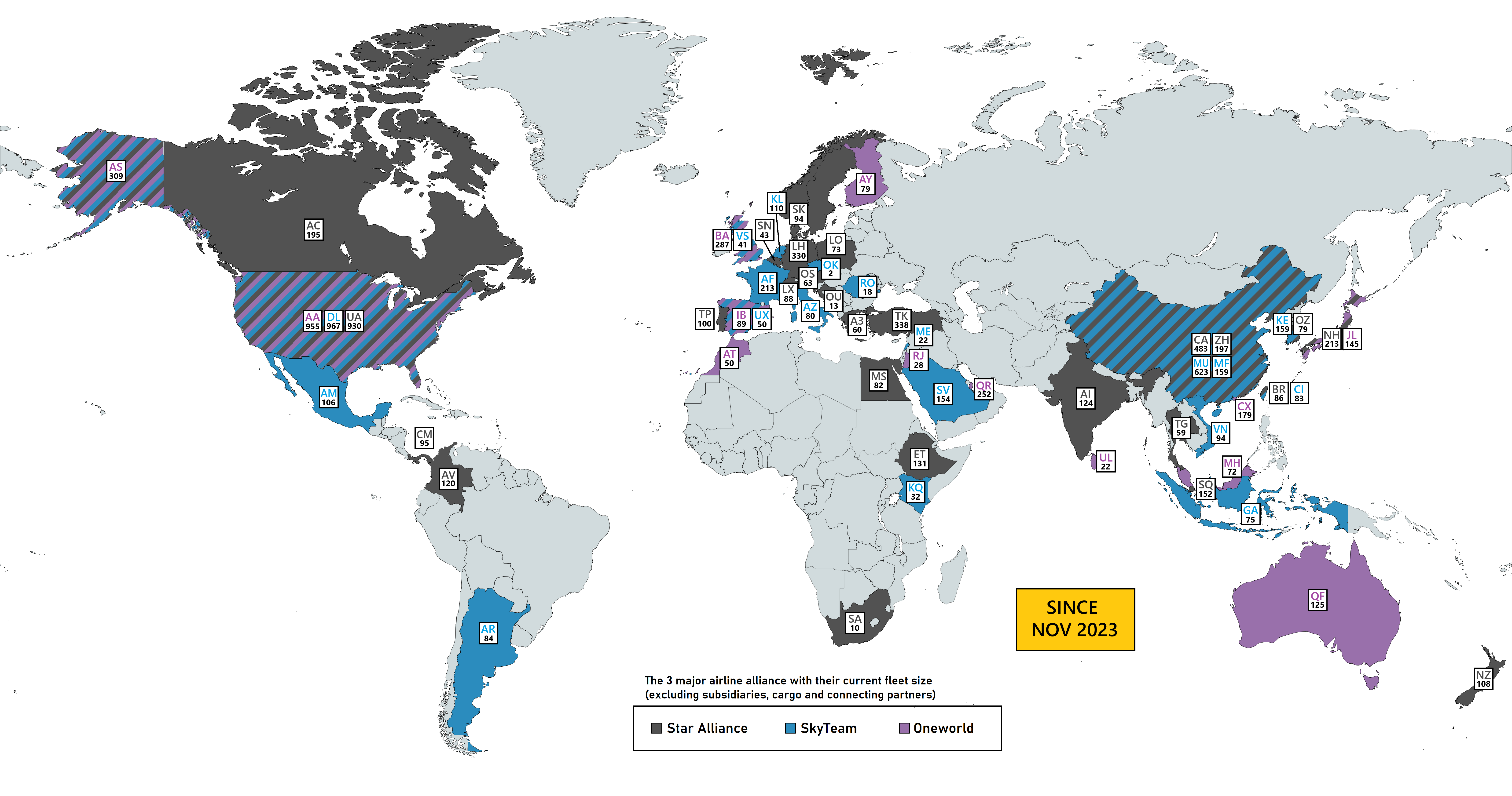
Karta över Flygbolagsallians:
Star Alliance
SkyTeam
Oneworld

En flygbolagsallians är två eller flera flygbolag i fördjupat samarbete. Allianstrenden inleddes med Star Alliance 1997, då bestående av Air Canada, Lufthansa, SAS, Thai Airways och United Airlines. Sedan dess har även formationerna Oneworld (1999) och Skyteam (2000) skapats och dessa tre består som de mest dominerande.
Samarbetena kan för resenärerna till exempel synas i form av:
- Gemensamma faciliteter för biljettförsäljning och incheckning mm.
- Bättre transfer (både i form av att man flyger till varandras hubbar, helst samma terminal, och att tiderna anpassas).
- Vissa gemensamma kvalitetskrav, t.ex. mat på internationella flygningar, och bättre för business class.
- Bonusprogrammen gäller på alla bolags flygningar. De som nått hög bonusnivå på ett bolag, får tillgång till lounge och snabbfil för checkin och säkerhetskontroll på alla bolag.
- Billiga jorden-runt-biljetter.

Flygbolagen hjälper också varandra att sänka kostnader för biljettförsäljning, incheckning och inköp mm.
De tre största flygbolagallianserna är:
|                        | Star Alliance | SkyTeam | Oneworld |
| ---------------------- | --- | --- | --- |
| Medlemmar              | 25 | 20 | 13 |
| Passagerare per år     | 762.7 miljoner (2019) | 437 miljoner (2023) | 490 miljoner (2020) |
| Destinationer          | 1150+ (2024) | 1000+ (2024) | 900 (2022) |
| Marknadsandel          | 17,4% | 13,7% | 11,9% |
| Flygbolag              | Aegean Airlines Air Canada Air China Air India Air New Zealand All Nippon Airways Asiana Airlines Austrian Airlines Avianca Brussels Airlines Copa Airlines Croatia Airlines EgyptAir Ethiopian Airlines EVA Air LOT Polish Airlines Lufthansa Shenzhen Airlines Singapore Airlines South African Airways Swiss International Air Lines TAP Air Portugal Thai Airways Turkish Airlines United Airlines | Aerolíneas Argentinas Aeroméxico Air Europa Air France ITA Airways China Airlines China Eastern Airlines Czech Airlines Delta Air Lines Garuda Indonesia Kenya Airways KLM Korean Air Middle East Airlines Saudia Scandinavian Airlines TAROM Vietnam Airlines Virgin Atlantic Xiamen Air | Alaska Airlines American Airlines British Airways Cathay Pacific Finnair Iberia (flygbolag) Japan Airlines Malaysia Airlines Qantas Qatar Airways Royal Air Maroc Royal Jordanian SriLankan Airlines |
| Alliansernas svagheter | | Oceanien | Sydamerika |
| Externa länkar         | staralliance.com | skyteam.com | oneworld.com |